# Adiq Othman
Mohammed Adiq Husainie Othman, né le 29 avril 1991 à Kuala Dungun (en) (Malaisie), est un coureur cycliste malaisien.

## Biographie
Adiq Othman termine troisième en 2007 du classement général du Tour de Terengganu. L'année suivante, il remporte aux championnats d'Asie de Nara la médaille de bronze dans le contre-la-montre individuel chez les juniors. Il remporte également le chrono des Jeux nationaux en Malaisie. En 2009, il termine deuxième de la course sur route juniors  à 1 minutes 36 secondes du vainqueur Arman Kamyshev. Sur piste, Othman remporte la médaille de bronze au championnat du monde de scratch juniors en 2009. Il s'adjuge également le championnat de Malaisie de poursuite chez les élites, alors qu'il n'a que 18 ans. En 2010 et 2011, il est membre de l'équipe continentale australienne Drapac Porsche. En 2012, il rejoint l'équipe Champion System.

## Palmarès sur route

### Par années
- 2008 
  -  Médaillé de bronze du championnat d'Asie du contre-la-montre juniors
- 2009 
  -  Médaillé d'argent du championnat d'Asie sur route juniors
- 2010 
  -  Championnat de Malaisie sur route
- 2011
  - 6e étape du Tour de Corée
  - 1re étape du Tour de Brunei
  - 2e du Tour de Brunei
- 2012
  - 10e du Tour de Taïwan
  -  Médaillé d'argent du championnat d'Asie sur route espoirs
- 2013
  - 3e du championnat de Malaisie sur route
- 2017
  - 2e étape du Jelajah Malaysia

### Classements mondiaux
| Année            | 2010 | 2011 | 2012 | 2013 | 2014 | 2015 | 2016 | 2017 |
| ---------------- | ---- | ---- | ---- | ---- | ---- | ---- | ---- | ---- |
| UCI America Tour |      |      | 385e |      |      |      |      |      |
| UCI Asia Tour    | 204e | 46e  | 14e  | 37e  | 255e | 221e | 475e | 395e |

## Palmarès sur piste

### Championnats du monde juniors
- Moscou 2009 
  -  Médaillé de bronze du scratch juniors

### Championnats d'Asie
- 2011
  -  Médaillé de bronze de la course aux points

### Championnats de Malaisie
- Champion de Malaisie de poursuite : 2009
- Champion de Malaisie de l'omnium : 2018